# Ceri Sweeney
Pour les articles homonymes, voir Sweeney.
Pas d'image ? Cliquez ici

a Compétitions nationales et continentales officielles uniquement.

b Matchs officiels uniquement.
Dernière mise à jour le 11 juin 2015.
Ceri Sweeney, né le 21 janvier 1980 à Glyncoch (pays de Galles), est un joueur international gallois de rugby à XV évoluant principalement au poste de demi d'ouverture (1,76 m pour 88 kg). Il a joué avec l'équipe du pays de Galles entre 2003 et 2007, et fait partie de l'effectif des Chiefs d'Exeter depuis 2013.

## Biographie
À l'âge de 18 ans, en 1998, il rejoint le Pontypridd RFC en provenance du Glyncoch RFC. Il fait ses débuts professionnels avec le club en 1999.
Il a obtenu sa première cape internationale le 15 février 2003 à l'occasion d'un match contre l'équipe d'Italie à Rome, et sa dernière cape le 24 novembre 2007 contre l'équipe d'Afrique du Sud à Cardiff. Il a disputé à deux reprises la Coupe du monde lors des éditions 2003 et 2007 pour un total de 5 matchs.
En 2003 le pays de Galles réorganise son championnat et crée, sur le modèle irlandais, des franchises regroupant les meilleurs joueurs issus de plusieurs clubs; le but étant d'élever le niveau de jeu afin d'être compétitif pour disputer la toute jeune Celtic League. Sweeney rejoint alors la franchise galloise des Celtic Warriors. Malheureusement, malgré des résultats sportifs encourageants, la franchise est liquidée dès l'été 2004.
Il signe alors chez les Newport Gwent Dragons, autre franchise galloise du championnat. Après 4 saisons sans le moindre titre, le joueur décide de s'engager pour une franchise plus ambitieuse : les Cardiff Blues. Après 5 saisons cette fois-ci bien remplies chez les Blues avec, notamment, une Coupe anglo-galloise en 2009 mais surtout un Challenge européen en 2010; Ceri Sweeney choisit de changer d'air aspirant à continuer sa carrière à l'étranger. Il intéresse alors particulièrement le club russe de la ville de Krasnoïarsk (Sibérie), le Krasny Yar, qui évolue en Russian Professional Rugby League. Néanmoins, les négociations n'aboutissent pas et le joueur s'engage finalement en 2013 avec le club anglais d'Exeter Chiefs. Après 2 saisons passées dans la capitale du Devon, il revient au Pontypridd RFC, le club de ses débuts.

## Statistiques en équipe nationale
- 35 sélections (12 fois titulaire, 23 fois remlaçant)
- 88 points (4 essais, 25 transformations, 5 pénalités, 1 drop)
- Sélections par année : 9 en 2003, 9 en 2004, 9 en 2005, 2 en 2006, 6 en 2007
- Tournoi des Six Nations disputés : 2003, 2004, 2005, 2007

En Coupe du monde :
- 2003 : 4 sélections (Canada, Italie, Nouvelle-Zélande, Angleterre)
- 2007 : 1 sélection (Japon)

## Palmarès

### En club
- Vainqueur du Challenge européen en 2010 avec Cardiff Blues
- Finaliste du Challenge européen en 2002 avec Pontypridd RFC
- Vainqueur de la Coupe anglo-galloise en 2009 avec Cardiff Blues et 2014 avec Exeter Chiefs
- Vainqueur de la Coupe du pays de Galles en 2002 avec Pontypridd RFC
- Finaliste de la Coupe anglo-galloise en 2015 avec Exeter Chiefs

### En équipe nationale
- Vainqueur du Tournoi des Six Nations en 2005
- Grand Chelem en 2005
- Vainqueur de la Triple Couronne en 2005